# Rai Sport
Rai Sport é um canal de TV esportivo italiano, lançado em 1999 e pertencente a RAI. Ele transmite eventos esportivos italianos e internacionais na Itália.
Em 18 de maio de 2010, foi lançado um canal similar a ele, o Rai Sport 2. No entanto, o canal foi fechado em 5 de fevereiro de 2017